# Leporinus boehlkei
Leporinus boehlkei är en fiskart som beskrevs av Garavello, 1988. Leporinus boehlkei ingår i släktet Leporinus och familjen Anostomidae. Inga underarter finns listade i Catalogue of Life.